# Tristram-sármány
A Tristram-sármány (Emberiza tristrami) a madarak (Aves) osztályának a verébalakúak (Passeriformes) rendjéhez, ezen belül a sármányfélék (Emberizidae) családjához tartozó faj.
A magyar név forrással nincs megerősítve, lehet, hogy az angol név tükörfordítása (Tristram's Bunting).

## Előfordulása
Kína, Japán, Észak-Korea, Dél-Korea, Laosz, Mianmar, Oroszország, Mongólia, Tajvan, Thaiföld és Vietnám területén honos. A természetes élőhelye erdőkben van.

## Megjelenése
Átlagos testtömege 18 gramm.